# Bhután a 2020. évi nyári olimpiai játékokon
Bhután a japán Tokióban megrendezett 2020. évi nyári olimpiai játékok egyik részt vevő nemzete volt. Az országot az olimpián 4 sportágban 4 sportoló képviselte, akik érmet nem szereztek.

## Cselgáncs
Férfi
| Versenyző       | Versenyszám | 32-es főtábla                    | Nyolcaddöntő      | Negyeddöntő       | Elődöntő          | Vigaszág elődöntő | Bronz- mérkőzés   | Döntő             | Helyezés |
| Versenyző       | Versenyszám | Ellenfél Eredmény                | Ellenfél Eredmény | Ellenfél Eredmény | Ellenfél Eredmény | Ellenfél Eredmény | Ellenfél Eredmény | Ellenfél Eredmény | Helyezés |
| --------------- | ----------- | -------------------------------- | ----------------- | ----------------- | ----------------- | ----------------- | ----------------- | ----------------- | -------- |
| Ngawang Namgyel | Légsúly     | Mihraç Akkuş (TUR) · 00(1)–10(0) | kiesett           | kiesett           | kiesett           | kiesett           | kiesett           | kiesett           | 17.      |

## Íjászat
Női
| Versenyző | Versenyszám | Selejtező | Selejtező | 64-es főtábla                  | 32-es főtábla     | Nyolcaddöntő      | Negyeddöntő       | Elődöntő          | Döntő             | Helyezés |
| Versenyző | Versenyszám | Pont      | Kiemelés  | Ellenfél Eredmény              | Ellenfél Eredmény | Ellenfél Eredmény | Ellenfél Eredmény | Ellenfél Eredmény | Ellenfél Eredmény | Helyezés |
| --------- | ----------- | --------- | --------- | ------------------------------ | ----------------- | ----------------- | ----------------- | ----------------- | ----------------- | -------- |
| Karma     | Egyéni      | 616       | 56.       | Dipika Kumári (IND) (9.) · 0–6 | kiesett           | kiesett           | kiesett           | kiesett           | kiesett           | 33.      |

## Sportlövészet
Női
| Versenyző      | Versenyszám | Selejtező | Selejtező | Döntő   | Döntő    |
| Versenyző      | Versenyszám | Pont      | Helyezés  | Pont    | Helyezés |
| -------------- | ----------- | --------- | --------- | ------- | -------- |
| Lenchu Kunzang | Légpuska    | 618,1     | 43.       | kiesett | kiesett  |

## Úszás
Férfi
| Versenyző     | Versenyszám | Előfutam | Előfutam | Előfutam | Elődöntő | Elődöntő | Elődöntő | Döntő   | Döntő    |
| Versenyző     | Versenyszám | Idő      | Hely.    | Össz.    | Idő      | Hely.    | Össz.    | Idő     | Helyezés |
| ------------- | ----------- | -------- | -------- | -------- | -------- | -------- | -------- | ------- | -------- |
| Sangay Tenzin | 100 m gyors | 57,57    | 5.       | 68.      | kiesett  | kiesett  | kiesett  | kiesett | kiesett  |